# Сендвич (Илиноис)
Сендвич (енгл. Sandwich) град је у америчкој савезној држави Илиноис. По попису становништва из 2010. у њему је живело 7.421 становника.

## Демографија
Према попису становништва из 2010. у граду је живело 7.421 становника, што је 912 (14,0%) становника више него 2000. године.
| Група             | 2000.         | 2010.         |
| Белци             | 5.877 (90,3%) | 6.301 (84,9%) |
| Афроамериканци    | 16 (0,2%)     | 35 (0,5%)     |
| Азијати           | 21 (0,3%)     | 56 (0,8%)     |
| Хиспаноамериканци | 545 (8,4%)    | 935 (12,6%)   |
| Укупно            | 6.509         | 7.421         |